# دورايمون (2005)
دورايمون (باليابانية: ドラえもん) (بالإنجليزية: Doraemon) هو مسلسل أنمي مقتبس من سلسلة المانغا التي تحمل نفس الاسم من إنتاج شينِي آنيميشن، بدأ عرضه في تلفزيون آساهي في 15 إبريل 2005.

## الشخصيات
- دورايمون: هو صديق نوبي ويحب التسلية ولديه حافظة تحتوي على الكثير من الاختراعات المستقبلية يساعد نوبي على أي مشكلة يقع فيها التي تنتهي بصراخ أمه عليه، وهو قط آلي أزرق اللون يشعر ويتكلم ويتحرك كأي إنسان.
- نوبي (صديق دورايمون): محب للعب يتهاون في إنجاز واجباته التي بسببها غالبا ما يحصل في الامتحان على الصفر يساعده دورايمون في تخطي مشاكله أو تنفيذ رغبة له.غالبا ما يضايقه العملاق. نوبي فتى بشري يحب الكسل واللعب يصعب عليه التركيز في الدراسة.
- شيزو (صديقة نوبي): محبة للمرح مهذبة ولطيفة تحب النظافة والدراسة وغالبا ما تهتم لأمر نوبي وتشجعه على أن يكون شجاعا.
- العملاق (صديق سونيو): محب للعنف يحب مضايقة الجميع وأخد أشيائهم وغالبا ما يضايق نوبي ويلجأ إلى الاختراعات المستقبلية لدورايمون.
- سونيو (صديق العملاق): محب للأنانية يحب التكبر على الأخرين لأنه غني ودائما ما يخضع إلى منافسة نوبي ويساعد العملاق أحيانا على مضايقة نوبي.
- والدة نوبي (صديقة والد نوبي): تحب توبيخ نوبي لأنها تهتم لأمر دراسته.
- والد نوبي: (صديق والدة نوبي): مع العائلة دورايمون ونوبي.

## الأصوات اليابانية

### الممثلون
- واسابي ميزوتا - دورايمون
- ميغومي أوهارا - نوبيتا نوبي
- توموكازو سيكي - سونيو هونيكاوا
- سوبارو كيمورا - جايان
- يومي كاكازو - شيزوكا ميناموتو

## الأصوات العربية

### نسخةسبيستون

#### الجزء الأول
- رشا بيدس - دورايمون / والدة شيزو (الصوت الثاني)
- كريستين شحود - نوبي (الصوت الأول)
- رغدة الخطيب - سونيو
- شهناز سليم - والدة نوبي (الصوت الأول)
- مهجة الشيخ - العملاق
- آلاء الخضر - شيزو
- طالب الرفاعي
- هزار سليمان - والدة نوبي (الصوت الثاني)
- طارق المسكي
- رزان الحبش - والدة سونيو / والدة شيزو (الصوت الأول)
- سارة رضوان - دورامي
- صابرين الورار - جي الصغيرة إيس
- نضال جوهر - المعلم (الصوت الثاني)
- محمد أيتوني
- لمى البصيني
- عدي البسط
- رنا أبو حمدان
- هنا الأشكى - والدة العملاق
- شكران الحسيني
- محمد خير أبو حسون - والد نوبي
- رائد مشرف - المعلم (الصوت الأول)
- رأفت بازو
- يحيى الكفري
- محمد مصطفى
- أميرة حذيفي
- باسل الرفاعي
- مأمون الرفاعي

#### الجزء الثاني
- رشا بيدس - دورايمون
- ندى محفوض - نوبي (الصوت الثاني)
- رغدة الخطيب - سونيو
- مهجة الشيخ - العملاق
- شنهاز سليم - والدة نوبي (الصوت الأول)
- آلاء الخضر - شيزو
- هزار سليمان - والدة نوبي (الصوت الثاني)
- طالب الرفاعي
- سارة رضوان - دورامي
- صابرين الورار - جي الصغيرة إيس
- رزان الحبش - والدة شيزو (الصوت الثالث)
- رأفت بازو (غير مدرج)
- محمد خير أبو حسون - والد نوبي
- رائد مشرف - المعلم (الصوت الثالث)
- محمد مصطفى
- مأمون الرفاعي

### نسخةكرتون نتورك بالعربية
- ميرنا الحسيني - نوبي
- رنا الرفاعي - دورايمون، سونيو
- إيمان بيطار - شيزو
- جورج دياب - العملاق (الصوت الأول)
- شربل أيوب - الأستاذ (الصوت الأول)
- رالين داغر - سوبي، دورامي
- فادي الرفاعي - الأستاذ (الصوت الثاني)، والد نوبي
- زينة ضاهر - والدة نوبي
- إبراهيم ماضي - العملاق (الصوت الثاني)
- سيلفانا فلفلة - إحدى أدوات دورايمون، أصوات إضافية

## الحلقات
| رقم الحلقة | عنوان الحلقة                                    | تاريخ العرض    |
| ---------- | ----------------------------------------------- | -------------- |
| 1          | سريع بطيء / مربية أطفال نوبي                    | 7 مارس 2016    |
| 2          | المفتاح المغرور                                 | 14 مارس 2016   |
| 3          | جهاز الموجات الصوتية / البطاقة العجيبة          | 21 مارس 2016   |
| 4          | وشاح الزمن / الهندباء الطائرة                   | 28 مارس 2016   |
| 5          | مجموعة التجسس / الصحن الطائر                    | 4 إبريل 2016   |
| 6          | الحفرة المتنقلة                                 | 11 إبريل 2016  |
| 7          | حبل الأماكن / رسامة القصص المصورة جي الصغيرة    | 18 إبريل 2016  |
| 8          | دورايمون في كل مكان / عقار الشعور               | 25 إبريل 2016  |
| 9          | دورايمون والقطة / مجموعة أغطية زجاجات العصير    | 2 مايو 2016    |
| 10         | المظلة الغريبة المضحكة / إبرة التهدئة           | 9 مايو 2016    |
| 11         | حلوى تبديل الحيوانات / وداعا شيزو               | 16 مايو 2016   |
| 12         | فرقة الحماسة الموسيقية / دائرة الصداقة          | 23 مايو 2016   |
| 13         | ضابط الترحال / نافورة قاطع الخشب                | 30 مايو 2016   |
| 14         | تلفاز الزمن / القفازات العجيبة                  | 6 يونيو 2016   |
| 15         | صائد الظلال / خبز الذاكرة لأجل الاختبار         | 13 يونيو 2016  |
| 16         | المنافسة الأثرية / قصة شبح الضوء                | 20 يونيو 2016  |
| 17         | جرس رياح الأحلام / كمرة التبديل                 | 27 يونيو 2016  |
| 18         | رداء الاختفاء                                   | 4 يوليو 2016   |
| 19         | الجندب المنحني / الأخطبوط المكروه               | 11 يوليو 2016  |
| 20         | الدمية الثرثارة / المنزل يصبح أبعد فأبعد        | 18 يوليو 2016  |
| 21         | أداة الشعور / وسادة النوم الهانئ                | 25 يوليو 2016  |
| 22         | قناع الأسد / شعاع الزمن                         | 1 أغسطس 2016   |
| 23         | نبتة الصدق / رأس جورجون                         | 8 أغسطس 2016   |
| 24         | مسدس الصدمات الهوائية / مرهم الشراسة            | 15 أغسطس 2016  |
| 25         | شارة كل الفصول / الشمعة y                       | 22 أغسطس 2016  |
| 26         | خلطة الاكتئاب / حبوب الحشرات المنيعة            | 29 أغسطس 2016  |
| 27         | طريقة تناول الفستق / عقار تقطيع الصوت           | 6 سبتمبر 2016  |
| 28         | شارة الأقطاب / بيت الحلزون                      | 13 سبتمبر 2016 |
| 29         | مصباح علاء الدين / البيت المرسوم على ورق الحائط | 19 سبتمبر 2016 |
| 30         | آلة الإحساس بالبرد / آلة التنقل الداخلي         | 26 سبتمبر 2016 |
| 31         | صانع كعك الأرز / المعطف العجيب                  | 3 أكتوبر 2016  |
| 32         | كتاب الصور الواقعي / آلة الإنتاج الأرضية        | 10 أكتوبر 2016 |
| 33         | شعاع التغيير / حزام الزمن                       | 17 أكتوبر 2016 |
| 34         | تلفاز الأحلام / آلة قياس العمر                  | 24 أكتوبر 2016 |
| 35         | كمرة التبديل                                    | 31 أكتوبر 2016 |
| 36         | سلسلة الأحرف / حاكم العصر الحجري المبجل         | 7 نوفمبر 2016  |
| 37         | القبعة الطائرة                                  | 14 نوفمبر 2016 |
| 38         | كمرة الصناعات الصغيرة الآنية / سأصبح أبًا مثاليًّا | 21 نوفمبر 2016 |
| 39         | القبعة العجيبة / قبعة الصور الخفيفة             | 28 نوفمبر 2016 |
| 40         | الآلة الخطرة / دواء أمراض الحيوانات             | 5 ديسمبر 2016  |
| 41         | حمى نادي المعجبين / الكسول                      | 12 ديسمبر 2016 |
| 42         | مشكلة الختم الشفاف / غطاء الكتاب البشري         | 19 ديسمبر 2016 |
| 43         | لا تبكي يا جي الصغيرة / المجلة الجديدة          | 26 ديسمبر 2016 |
| 44         | يوم الكسالى / هل يريد أحد قط نوبي               | 2 يناير 2017   |
| 45         | تبديل الأمهات / الاختفاء                        | 9 يناير 2017   |
| 46         | أنا وحيد في مدينة المستقبل / ساعة المواعيد      | 16 يناير 2017  |
| 47         | لوحة سيكون / أنتم تخدعونني                      | 23 يناير 2017  |
| 48         | المغامرة / آلة التصوير ثنائية الأبعاد           | 30 يناير 2017  |
| 49         | زمن باكادان / مفكرة التوقع                      | 6 فبراير 2017  |
| 50         | مجموعة الأطياف / اختلاط الحقيقة والكذب          | 13 فبراير 2017 |
| 51         | ماذا ستفعلان / رشاشات معالجة الماء              | 20 فبراير 2017 |
| 52         | قنبلة المساواة / حبوب عرض المساعدة              | 27 فبراير 2017 |
| 53         | حبوب الحالات الثلاث / حبوب الحقيقة              | 6 مارس 2017    |
| 54         | أغنية العبقري / تشغيل الآلة الكاتبة             | 13 مارس 2017   |
| 55         | حصل على علامة تامة / البطاقة الشريرة            | 20 مارس 2017   |
| 56         | مقياس الثقل والخفة / آلة مواجهة المستقبل        | 27 مارس 2017   |
| 57         | ورقة الشجر المختفية / يد الآلي العجيب           | 3 إبريل 2017   |
| 58         | عصفور الضرائب / قطرات عين الرجل الخفي           | 10 إبريل 2017  |
| 59         | مزعزع الثقة / الجوهرة السيئة                    | 17 إبريل 2017  |
| 60         | حبل العدالة المخيف / منطاد الهواء الساخن الصغير | 24 إبريل 2017  |
| 61         | الكتلة المضاعفة رباعية الأبعاد / حبل الصلة      | 1 مايو 2017    |
| 62         | جواز السفر السيئ / قصة جميلة                    | 8 مايو 2017    |
| 63         | صندوق الاحتمالات / الاستعادة                    | 15 مايو 2017   |
| 64         | الاسترجاع / ميي                                 | 22 مايو 2017   |
| 65         | عبقري النوم / مجموعة روبنسون كروزو              | 29 مايو 2017   |
| 66         | بعنوان شيزو الطيبة / أعمق أسرار شيزو            | 2018           |

## التغييرات في النسخة العربية
في نسخة مركز الزهرة على قناة سبيستون قام المركز بتحريف النصوص المترجمة بشكل كلي وحذف بعض مشاهد الحب بحجة أنه مسلسل للأطفال بينما المسلسل في اليابان للأطفال فوق سن الخامسة جعله مركز الزهرة للأطفال فوق سن الثانية كما قام مركز الزهرة بتعديل شخصيات الإناث بالمسلسل حيث أن معظم شخصيات الإناث يظهرن بأرجل مكشوفة ويقتصر التعديل على إخفاء الأرجل المكشوفة وجعلها بلون اللباس السفلي فتبدو الشخصية وكأنها ترتدي بنطالا أو جوارب.

## وصلات خارجية
- دورايمون على موقع كينوبويسك (الروسية)
- دورايمون على موقع قاعدة بيانات الفيلم (الإنجليزية)
- دورايمون على موقع ANN anime (الإنجليزية)

- الموقع الياباني
- الموقع العربي